# Heterocyemida
Heterocyemida is een orde in de taxonomische indeling van de Rhombozoa. Deze minuscule, wormachtige parasieten hebben geen weefsels of organen en bestaan uit slechts enkele tientallen cellen.

## Familie
- Conocyemidae